# Dilip Patel
Dilip Patel är en indisk politiker (BJP). Han var (2005) biträdande borgmästare i storstaden Bombay i delstaten Maharashtra.